# Grigori Naumowitsch Kaminski

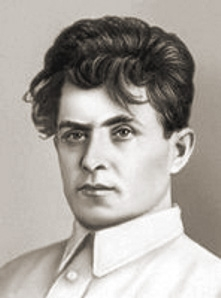
Grigori Kaminski

Grigori Naumowitsch Kaminski (russisch Григорий Наумович Каминский; * 20. Oktoberjul. / 1. November 1895greg. in Jekaterinoslaw; † 10. Februar 1938 in Moskau) war ein sowjetischer  Politiker. Von 1920 bis 1921 war er Erster Sekretär der Aserbaidschanischen Kommunistischen Partei und von 1936 bis 1937 Gesundheitsminister der Sowjetunion.

## Leben und Karriere
Grigori Kaminski wurde in eine jüdische Handwerkerfamilie in Jekaterinoslaw in der heutigen Ukraine geboren. Er studierte ab 1915 Medizin an der Lomonossow-Universität in Moskau. Dort kam er auch erstmals mit kommunistischen Aktivisten in Kontakt und wurde Mitglied der Sozialdemokratischen Arbeiterpartei Russlands, aus der sich wenig später die Kommunistische Partei entwickelte. Nach der Oktoberrevolution und der Machtübernahme der Bolschewiki im Herbst 1917 begann er einen steilen Aufstieg in der Kommunistischen Partei. Im Bürgerkrieg ging er zunächst nach Tula, wo er die Verteidigung gegen Anton Denikins Truppen organisierte. Er wurde schließlich von 1920 bis 1921 Erster Sekretär der Aserbaidschanischen Kommunistischen Partei, de facto also Regierungschef der Aserbaidschanischen Sowjetrepublik. Zudem war er ab August 1921 Vorsitzender des Arbeiter- und Soldatenrats der Stadt Baku. Von 1923 bis 1929 war er stellvertretender Vorsitzender des Verbands der landwirtschaftlichen Produktionsgenossenschaften. Seit 1928  war er auch Vorsitzender des gesamtrussischen Verbands der landwirtschaftlichen Produktionsgenossenschaften. Er war damit einer der Organisatoren der Zwangskollektivierung der Landwirtschaft in der Sowjetunion. 
Von 1934 bis 1936 war er Volkskommissar für Gesundheit zunächst für die Russische SFSR, von 1936 bis 1937 dann für die ganze Sowjetunion. Dies entsprach dem Posten des sowjetischen Gesundheitsministers. In dieser Zeit veranlasste er unter anderem einen Ausbau der Medikamentenproduktion und setzte sich stark für die Ausbildung junger Menschen in medizinischen Berufen ein.
1937 hielt Kaminski eine Rede, in der er den sowjetischen Geheimdienst NKWD und teils willkürliche Verhaftungen scharf kritisierte. Daraufhin wurde er am 25. Juni 1937 verhaftet, verurteilt und am 10. Februar 1938 in Moskau erschossen. 1955 wurde er posthum rehabilitiert.